# Пичот, Алан
Алан Пичот (исп. Alan Pichot; род. 13 августа 1998, Буэнос-Айрес) — аргентинский шахматист, гроссмейстер (2016).
Чемпион мира (2014) в категории до 16 лет.
В составе национальной сборной участник 2-х олимпиад (2016, 2018), а также онлайн-олимпиады 2020 года.

## Спортивные результаты
| Год  | Город        | Турнир                                           | + | − | = | Результат | Место |
| ---- | ------------ | ------------------------------------------------ | - | - | - | --------- | ----- |
| 2014 | Буэнос-Айрес | «Torneo Magistral Internacional Copa Aloas 2014» | 5 | 1 | 3 | 6½ из 9   | [ 3 ] |
| 2015 | Монтевидео   | «X American Continental Championship 2015»       |   |   |   | 6 из 9    | [ 4 ] |
|      | Бильбао      | «VI Campeonato Iberoamericano Absoluto»          | 5 | 0 | 4 | 7 из 9    | [ 5 ] |
|      |              |                                                  |   |   |   | из        |       |

## Изменения рейтинга
| Графики недоступны из-за технических проблем. См. информацию на Фабрикаторе и на mediawiki.org. |